# Kőszegi Miklós (nádor)
Kőszegi I. Miklós (1240-es évek – 1299.) a Héder nemzetség Kőszegi családjából származó magyar főúr, Kőszegi Nagy Henrik fia. 1275 és 1298 között Magyarország nádora. Kétszer volt szlavón bán is. Bár több lázadásban is részt vett a királyi hatalom ellen, mérsékeltebbnek és konformistábbnak bizonyult, mint öccsei. Az 1292-es elbukott lázadásuk után hűséget esküdött III. Andrásnak. A Kőszegi család többi ágához képest Miklós ága viszonylag jelentéktelen maradt, mivel testvéreivel ellentétben nem alapított a királytól független tartományt. Miklós a Rohonci család őse volt, amely a 15. század közepéig virágzott.

## Családja
I. Miklós az 1240-es években született a Héder nemzetségből származó gazdag és befolyásos Kőszegi családban, a nagyhatalmú Kőszegi Henrik legidősebb fiaként. Öccsei Iván, II. Henrik (akik már a néhai Árpádok korában is magas rangra emelkedtek) és Péter, aki veszprémi püspök volt 1275-től 1289-es meggyilkolásáig. Miklósnak egy ismeretlen nemesasszonnyal kötött házasságából két fia született. Az idősebb II. Miklós (más néven a Kakas) birtokait örökölve a 15. század közepéig virágzó Rohonci (akkor Ludbregi) őse lett, de Zsigmond király 1403-ban kegyvesztettnek nyilvánította. Engel Pál genealógus szerint Miklósnak volt egy másik fia is, János, akinek egyetlen ismert fiát, Miklóst egy 1368-ban kelt dokumentum „Béri” vezetéknévvel említi.

## Élete

### Korai évek
Kőszegi Miklós 1265 márciusában szerepel először a korabeli feljegyzésekben, amikor édesapja, Henrik és testvére, Iván mellett részt vett az isaszegi csatában. A IV. Béla és fia, István herceg közötti polgárháború idején Miklós apja a király elkötelezett híve volt, és a királyi hadsereget vezette. István azonban döntő győzelmet aratott apja serege felett, és Kőszegi Henriket két fiával együtt elfogták. A kőszegieket fogságban tartották, és az isaszegi csata után IV. Béla kénytelen volt elfogadni István hatalmát a királyság keleti részein. 1266. március 23-án apa és fia a Nyulak-szigeti Boldogságos Szűz kolostorban megerősítették a békét, és Henriket és két fiát, másokkal együtt, kiengedték a fogságból.  Amikor V. István 1270 májusában, apja halála után a magyar trónra lépett, több báró, köztük Henrik és fiai átadták II. Ottokárnak a nyugati határ menti váraikat. A következő két évet száműzetésben töltötték Ottokar prágai udvarában. Távozásuk háborút okozott Magyarország és Csehország között, amely egészen az 1271. júliusi pozsonyi egyezmény megkötéséig tartott.
Kőszegi Henrik és fiai István halála után, 1272 nyarán tértek vissza Csehországból Magyarországra. A trónra V. István tízéves fia, IV. (Kun) László lépett. Kiskorúsága idején számos bárói csoport harcolt egymás ellen a legfőbb hatalomért. A visszaérkező Kőszegi Henrik brutálisan meggyilkolta László unokatestvérét, Béla macsói herceget. A kőszegiek szövetségre léptek a Gutkeledekkel és a Geregyékkel, a két fő bárói csoport egyikét alkotva (a másikat a Csák és a Monoszló nemzetség vezette). Iván apja csakhamar kulcsfigurává vált feudális anarchia korai szakaszában. Amikor Henrik kiterjesztette uralmát a királyi tanácsban, Miklós 1273-tól 1274-ig az alsó-szlavóniai Szana vármegye ispánja volt, apja pedig szlavón bánként működött. Ezt követően Miklóst a Kőrös vármegye területén fekv Rojcsa ispánjává nevezték ki, ahol 1274 és 1279 között szolgált.  1274 szeptemberének végén Csák Péter a fövenyi csatában legyőzte a Kőszegiek és a Gutkeledek egyesült csapatait. Kőszegi Henrik életét vesztette, fiainak, Miklósnak és Ivánnak azonban sikerült elmenekülniük a csatatérről, és csapataikat Magyarország és Ausztria határvidékére vonták ki. Ezt követően 1274 őszén Csák Péter és az ifjú IV. László hadsereget gyűjtött a Kőszegiek birtoka ellen. Csapataik bevonultak Nyugat-Magyarországra, kifosztva a testvérek birtokait. Miklós és Iván a szalónaki várban barikádozta el magát. A királyi sereg ostrom alá vette a várat, de a közelgő tél miatt nem sikerült elfoglalnia, így Kőszegi Henrik fiai túlélték a családfő halálát.

### A bárói hatalom felemelkedése
Az uralkodó elleni erőszakos fellépések ellenére a Kőszegiek 1275 tavaszára visszanyerték befolyásukat és hatalmukat. Miklós nádor lett, míg öccsét, Ivánt szlavón bánná tették meg. Miklós méltósága mellett Sopron vármegye ispánjaként is működött. Miklós nádori kinevezése fordulópontot jelentett a feudális anarchia történetében. Ezt megelőzően a rivalizáló bárói csoportok olyan idős, tekintélyes bárókat delegáltak a hivatalba, mint Péc Dénes vagy Rátót Roland. 1275 után, amikor Miklós megtörte ezt a hagyományt, a két nagy bárói csoport vezető tagjai helyezték magukat ebbe a méltóságba. Miklós nádorként megerősítette a korábbi királyi adományt, és Sopron megye dézsmájának egy részét átengedte a borsmonostori ciszterci kolostornak. Miklós 1275 őszére vesztette el méltóságát, amikor a Csákok visszafoglalták a királyi tanácsi tisztségeket. Ezt követően a Csák csoport hatalmas hadjáratot indított a Kőszegi és Gutkeled uradalmak ellen. Csák Péter csapatai lerombolták Veszprém várát, Kőszegi Péternek, Miklós testvérének püspöki székhelyét. Gutkeled Joakim és a Kőszegiek 1276. június 21-én Budán a bárók és nemesek gyűlésén ismét eltávolították ellenfeleiket a hatalomból. Ezt követően Miklóst a következő évig Magyarország nádorának, Moson és Sopron megye ispánjának nevezték ki.
A Kőszegiek szövetségese, Gutkeled Joakim 1277 áprilisában meghalt a Babonicsok elleni harcban. Egy hónappal később a közgyűlés nagykorúnak nyilvánította IV. Lászlót, akit felhatalmaztak arra is, hogy minden lehetséges eszközzel helyreállítsa a belső békét. Ezek az események véget vetettek az országban öt éve tartó zűrzavarnak. A Kőszegiek és a Babonicsok a Dunántúl és Szlavónia határa mentén osztották fel egymás között Gutkeled tartományát. Az 1270-es évek második felében Miklós és Iván átadták a család Varasd megyei birtokait egy időre jóval fiatalabb öccsüknek, Henriknek. A két idősebb testvér 1279-es földfelosztása során Kőszeg, Borostyánkő és Sárvár Iván, míg Szentvid és Léka Miklós birtokába került. Kőszegi Miklós a következő évtizedekben kiterjesztette befolyását a Délnyugat-Dunántúlra, nagyobb birtokokat és falvakat szerzett, bár öccseihez, Ivánhoz és Henrikhez képest, akik a 13. század végére királyság leghatalmasabb oligarchái közé tartoztak mérsékeltebben. Miklós még 1292 előtt elfoglalta Hahót Miklóstól Pölöske várát. Utóbbi testvére, Hahót Arnold még abban az évben sikertelenül próbálta visszaszerezni a várat. Miklós Felső-Szlavóniában szerzett birtokokat és a Ják nemzetségtől megszerezte a vas megyei Rohonc várát, ahol azonos nevű fiának állandó lakhelye lett, leszármazottai pedig erről a várról vették vezetéknevüket. A vár korábban a Ják nembeli Csépáné volt, aki örökösök nélkül halt meg. Valószínű, hogy ő építette és birtokolta a zalai Kanizsa várát is.
1277-ben a Kőszegi család fellázadt IV. László ellen. Politikai indíttatásból Kőszegi Iván 1278-ban még a király távoli rokonát, velencei Andrást is meghívta a magyar trónra. András hatalmi céljai azonban hamar megsemmisültek, amikor László király I. Rudolf német király szövetségéseként 1278. augusztus 26-án a dürnkruti csatában döntő vereséget mért Ottokár cseh király hadaira. A győzelem megerősítette IV. László belpolitikai pozícióit.  András ősszel visszament Velencébe, ezt követően pedig a Kőszegi testvérek 1279 elején, az érkező pápai legátus, Fülöp fermói püspök közvetítésével hűséget fogadtak IV. Lászlónak. Ezután Miklós szlavón bánként szolgált 1280 őszétől 1281-ig. Ebben a minőségében két testvérével a következő hónapokban különböző időpontokban kifosztották a zágrábi egyházmegye birtokait. Ennek eredményeként Timóteus zágrábi püspök 1281 márciusában kiközösítette őket. 1283 végén IV. László ismét sikertelen hadjáratot indított Kőszegi Iván várai ellen. Testvéreivel együtt Miklós segítséget nyújtott Ivánnak. Miután László megbukott, Miklós, Henrik és Péter püspök berontottak a Dél-Dunántúlra, és 1284 márciusában közösen megszállták és ostrom alá vették Pécs püspöki városát. Kudarca után Lászlónak 1284 tavaszán ki kellett békülnie a Kőszegi testvérekkel. Miklóst pályafutása során harmadszor nevezték ki nádornak, emellett pozsony megyei ispán is volt. Mindkét tisztséget legalább 1285 decemberéig töltötte be. Miklós nádornak nem volt saját írnoka, mivel 1284. augusztus 20-án kelt oklevelét a királyi kancellária adta ki a törvényhozás napján.
1285-ben, amikor I. Albert osztrák herceg sorozatos fosztogató támadásai után Iván tartománya ellen vezette csapatait, és Borostyánkő várát szándékozott ostromolni, Iván ismét segítséget kért Miklóstól, Pétertől és Henriktől, akik 1000 fős hadsereget toboroztak. A nagyhatalmú bárók királyi tanácsra gyakorolt befolyásának megszüntetésére László 1286 szeptemberében önpuccsot hajtott végre, és kizárta a kormánytestületből a Kőszegi–Borsa bárói csoport tagjait. A Kőszegiek arisztokrata riválisait is figyelmen kívül hagyva a király saját lojális katonáit és kisnemeseit nevezte ki a magas pozíciókba. Lehetséges, hogy Miklós ez idő alatt mindkét hivatalát elvesztette. Ezt követően IV. László 1286 novemberében megindította ötödik, egyben utolsó királyi hadjáratát a Kőszegiek területe ellen. A király elfoglalta Kőszeget, de Ivánnak sikerült megszöknie. Ezzel egyidejűleg a háború északi frontján Kőszegi Miklós és Péc Apor ostrom alá vették és elfoglalták Pozsony várát, elpusztítva a környező vidéket (a vár csak a következő évben került vissza királyi kézre). Borsa csapatai a Tiszántúlról érkezve a közös sereg márciusban a Zsitva-folyónál legyőzte László seregét. Az újabb kibékülés után Kőszegi Miklóst ismét szlavón bánrá nevezték ki, 1287 júniusában említik először ebben a minőségében. Iván folyamatos fosztogató portyái Ausztriában és Stájerországban 1289-ben nagyszabású háborút eredményeztek Albert herceggel. Az osztrákok a nyugati határok mentén legalább 30 várat és települést foglaltak el a Kőszegiektől, köztük Miklós két várát, Rohoncot (május) és Szentvidet (december) is.
Kőszegi Miklós egy 1289. szeptember 8-án kiadott oklevél szerint a nádori méltóságot viselte. Mivel egy másik, másnap átírt dokumentum Básztély Reynoldot mint hivatalban lévő nádort említi, Pauler Gyula történész úgy érvelt, hogy a III. András késői uralkodásának idején kialakult gyakorlat előfutáraként ez idő alatt egyidejűleg két nádor működött a királyságban. Zsoldos Attila történész azonban megkérdőjelezte Pauler elméletét, bebizonyítva, hogy a szeptember 9-én kiadott királyi oklevél és annak szeptember 30-án átírt változata nem hiteles.  Szőcs Tibor történész úgy véli, hogy Kőszegi Miklós 1289 szeptemberében önkényesen, az uralkodó elismerése nélkül használta a nádori címet. Azt állítja, hogy az akkori korszak nem hiteles okleveleinek egyes szövegei hiteles dokumentumokon alapultak. Miklós 1289-től 1295-ig Somogy vármegye ispánja is volt.

### Ingadozó kapcsolatok III. András idejében
A Kőszegi család 1290 eleje óta támogatta Velencei András igényét a magyar trónra. IV. Lászlót kun alattvalói 1290 júliusában meggyilkolták. III. Andrást néhány héttel később Székesfehérváron királlyá koronázták. Miklós testvéreivel együtt abban reménykedett, hogy András visszaszerzi Albert hercegtől családjuk elveszett birtokait és várait. 1291 februárja körül Magyarország nádorává nevezték ki Aba Amadé helyére, akit Lengyelországba küldtek, hogy segédcsapatokat vezessen I. Ulászló lengyel király egyesítő háborújának segítésére. Miklós részt vett az Ausztria elleni hadjáratban. A háborút lezáró hainburgi béke azonban előírta az Albert által a Kőszegiektől elfoglalt várak lerombolását, ami mindkét uralkodó érdeke volt. A Kőszegiek felháborodtak András lépésén. Miklós az év végére elvesztette nádori méltóságát. Néhány hónapnyi feszültség után a Kőszegi fivérek 1292 tavaszán nyílt lázadást szítottak András ellen, és Magyarország királyának ismerték el a néhai László király unokaöccsét, Anjou Martel Károlyt. Míg Iván a dunántúli királyi birtokokat kifosztogatta, Miklós megrohamozta és elfoglalta seregével Pozsony és Detrekő várát. Megkezdte a nyitra megyei Szenice várának ostromát is, de III. András felmentő sereget küldött, és sikeresen visszavonulásra kényszerítette Miklós csapatait. Ezt követően a királyi sereg Csák Máté vezetésével visszafoglalta Pozsonyt és Detrekőt, és júliusra leverte a lázadást.
1292 után fordulat következett be politikai irányultságában. Miklós nem támogatta tovább öccsét, az egyre gátlástalanabb Ivánt, aki 1292 augusztusában szlavóniai útja során elfogta és rövid időre bebörtönözte III. Andrást. Részt vett a válság megoldásában és azon hűséges bárók és nemesek közé tartozott, akik rokonaikat vagy ismerőseiket túszul küldték Ivánhoz, hogy III. Andrást kiszabadítsák. Amíg Kőszegi Iván András uralkodásának hátralévő részében is lázadó maradt, Miklós most már hűséget fogadott az uralkodónak, így politikai irányultságuk fokozatosan elvált egymástól. Kőszegi Miklós 1294 első felétől legalább 1295 nyaráig Magyarország nádora volt.  1295-ben több oklevél Fejér vármegye ispánjaként is említette. Ebben az évben Kőszegi Miklós és Balog Pál pécsi püspök segítette Morosini Tomasina anyakirálynét, hogy az egykori nádort a lázadó Mizsét, a baranya megyei szekcsői várból kiűzzék. Egy 1296 májusi dokumentum arról tanúskodik, hogy Kőszegi Miklós rövid megszakítás után ismét nádorként működött. Zsoldos Attila történész szerint III. András uralkodásának első éveiben olyan megegyezés volt a hatalmas Aba és Kőszegi családok között, hogy a nádori tisztséget minden év nyarától felváltva viselték.
III. András 1296 februárjában feleségül vette Ágnest, Albert osztrák herceg lányát. Ezt követően apósa támogatásával András 1296 augusztusában újabb háborút indított a Kőszegiek ellen. Míg az osztrák csapatok Kőszegi Iván egyes várait ostromolták, Lodomer érsek kiközösítette a testvéreket, köztük Miklóst is. A királyi seregnek októberre már csak Kőszeget és két másik várat sikerült elfoglalnia Kőszegi Ivántól. Miklós a királyi hadjárat során sikeresen megvédte Somogyvárt András seregével szemben. András kudarca után a király 1297 májusa után ismét kibékült Miklóssal, miközben Lodomer is felmentette a kiközösítés alól. Csák Máté 1297. augusztus végi lázadása után III. András helyreállította a duális rendszert a nádori tisztségben, Kőszegi Miklóst és Aba Amadét társnádorrá nevezte ki. Miklós a dunántúli régióért felelős nádor (palatinus citradanubialis) lett. A korabeli kontextusban ez azt jelentette, hogy e minőségében az ő joghatósága Nyugat-Magyarországra, míg Aba Amadéé a kelet-magyarországi megyékre terjedt ki (akkoriban a „Dunántúl” más jelentéssel bírt, mint napjainkban). Méltóságukat 1298 júniusáig tartották meg, mert amikor Miklós részt vett az 1298-as országgyűlésen, már „volt” nádorként emlegették. Az 1299 nyarán tartott országgyűlésen ahol öccse, Henrik is hűséget fogadott az uralkodónak még Kőszegi Miklós is részt vett, de 1299 végén meghalt.

## Fordítás
Ez a szócikk részben vagy egészben  a   Nicholas I Kőszegi című angol Wikipédia-szócikk ezen változatának fordításán alapul.  Az eredeti cikk szerkesztőit annak laptörténete sorolja fel. Ez a jelzés csupán a megfogalmazás eredetét és a szerzői jogokat jelzi, nem szolgál a cikkben szereplő információk forrásmegjelöléseként.